# 拉蒙·博雷利
拉蒙·博雷利（972年5月26日—1017年9月8日），巴塞隆納伯爵（992年—1017年），亦是奧索納伯爵及赫羅納伯爵。

## 生平
拉蒙·博雷利出生於972年，是巴塞隆納、奧索納、赫羅納伯爵博雷利二世與其妻子圖盧茲的萊加達的兒子。988年，拉蒙·博雷利已經輔助父親博雷利二世統治。992年，他繼承父親博雷利二世的爵位。
1000年與1002年間，拉蒙·博雷利數次抵擋後倭馬亞王朝希沙姆二世的宰相阿爾曼索爾的進攻。然而，阿爾曼索爾於 1002 年去世，拉蒙看到機會於1003年進行反擊，帶領一支遠征軍前往萊里達。這促使阿爾曼索爾的兒子阿布德·馬立克·穆紮法爾對巴塞羅那伯國進行新的突襲，穆紮法爾的軍隊在托拉戰役中被基督教軍隊聯盟擊敗。此後不久，拉蒙也參加阿爾貝薩戰役。
1010年，隨著後倭馬亞王朝陷入內戰，拉蒙·博雷利看到另一個機會。他在維克主教和烏赫爾主教薩爾拉的協助下，與烏赫爾伯爵埃爾蒙戈爾一世及貝薩盧伯爵伯納德一世結盟，並與後倭馬亞王朝穆罕默德二世聯手組織了一次對抗遠征後倭馬亞王朝科爾多瓦哈里發蘇萊曼二世，他們的軍隊於1010年5月打敗哈里發蘇萊曼二世的軍隊並洗劫科爾多瓦，並將他推翻。儘管埃爾蒙戈爾一世戰死、維克主教阿努爾夫和烏赫爾主教薩爾拉也都在雙雙在這次遠征中逝世。1010年6月2日，作為安達盧西亞內戰的一部分，拉蒙與穆斯林叛軍一起參加阿克巴特·伯克爾戰役。
1015年和1016年，拉蒙進一步遠征埃布羅河和塞格雷河。從這些戰役中獲得的寶藏保持他麾下男爵們的忠誠。
在巴塞羅那伯國內，他確保塞加拉、孔卡德巴貝拉和塔拉戈納等地有國民重新居住。拉蒙也是第一位自己鑄造硬幣的加泰羅尼亞統治者。
拉蒙·博雷利於1017年去世時，他的兒子貝倫格爾·拉蒙一世在他母親圖盧茲的萊加達的攝政下繼位。據記載，拉蒙·博雷利被埋葬在巴塞隆拿主教座堂，但他的墳墓已經丟失。

## 婚姻和後代
拉蒙·博雷利於991年與卡爾卡松的埃爾梅辛迪結婚，他們有子女如下：
- 博雷利·拉蒙[5]
- 貝倫格爾·拉蒙一世（約1006出生）[5]
- 艾蒂內特（斯特凡妮）（英语：Stephanie, Queen of Navarre），首先與托斯尼的羅傑一世（英语：Roger I of Tosny）結婚，其後與潘普洛納國王加西亞·桑切斯三世結婚[5]。